# Élection présidentielle libérienne de 1857
L'élection présidentielle libérienne de 1857 se déroule en mai et aboutit à la réélection du président sortant Stephen Allen Benson.

## Résultat
Stephen Allen Benson, élu en 1855, et réélu pour un second mandat.